# Даут (река)
Дау́т (Даути; карач.-балк. Дуут) — река в Карачаево-Черкесии, левый приток Кубани. Длина реки — 44 км, площадь водосборного бассейна — 239 км².

## Географические сведения
Берёт начало из ледника Даут на склонах горы Даут (3748 м). В верховьях Даут — горная река. В среднем течении раньше находился аул Даут. Топоним Даут восходит к имени предка первопоселенцев Дауута.
Питание смешанное, с преобладанием дождевого. В некоторые годы река замерзает (с декабря по февраль).